# 홈섬

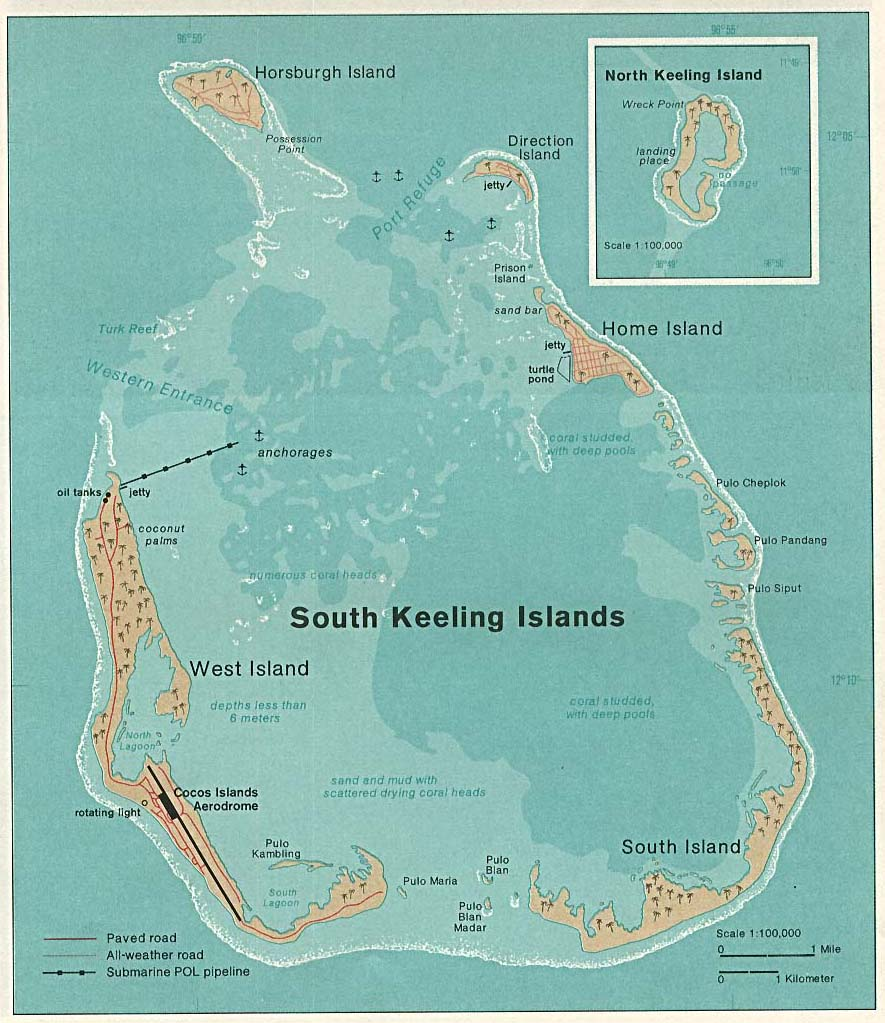

홈섬(Home Island)은 인도양에 있는 오스트레일리아령 코코스 제도의 섬이다. 작은 섬이지만 코코스 제도의 인구의 대부분이 홈 섬에 산다. 알렉산더 헤어와 존 클루니즈 로스가 코코스 제도에 정착했을 때, 처음에 이 섬에 정착했다.
섬의 주민은 코코야자 생산 노동으로 데려온 말레이계가 대부분이다. 말레이계 사람들이 사는 주택지가 대부분이지만, 코프라 공장의 철거지나 로스가의 일족과 기독교도와 이슬람교도의 묘지가 있고, 로스 3세가 세운 오세아니아 하우스라고 하는 건물도 있다.